# PGC 1131052
LEDA/PGC 1131052 ist eine Galaxie im Sternbild Fische auf der Ekliptik, die schätzungsweise 337 Millionen Lichtjahre von der Milchstraße entfernt ist. Im selben Himmelsareal befinden sich u. a. die Galaxien IC 1515, IC 1516, IC 1517.